# سی آی دی: آدم مصنوعی
سی آی دی: آدم مصنوعی (انگلیسی: CID The Dummy) یک بازی ویدئویی ماجراجویی است که در ۱۷ آوریل ۲۰۰۹ در اروپا و ۷ ژوئیه ۲۰۰۹ در آمریکای شمالی برای پلی‌استیشن ۲، وی، مایکروسافت ویندوز و پلی استیشن همراه منتشر شد.

## واکنش‌ها
این بازی پس از انتشار با نقدهای منفی مواجه شد و در وبسایت متاکریتیک امتیازات ۴۱/۱۰۰ را برای نسخه قابل حمل پلی استیشن و ۳۱/۱۰۰ برای نسخه وی کسب کرده‌است. در وبگاه گیم رنکینگز، این بازی دارای امتیاز ۳۶٫۰۰٪ برای نسخه پلی‌استیشن ۲، ۳۵٫۶۰٪ برای نسخه پلی استیشن و ۳۳٫۴۳٪ برای نسخه وی می‌باشد. در کل این بازی به دلیل گیم پلی ضعیف، کنترل‌های بد، گرافیک پایین و صداگذاری افتضاح مورد انتقاد گیمرها و منتقدان قرار گرفت.